# Gradskiva

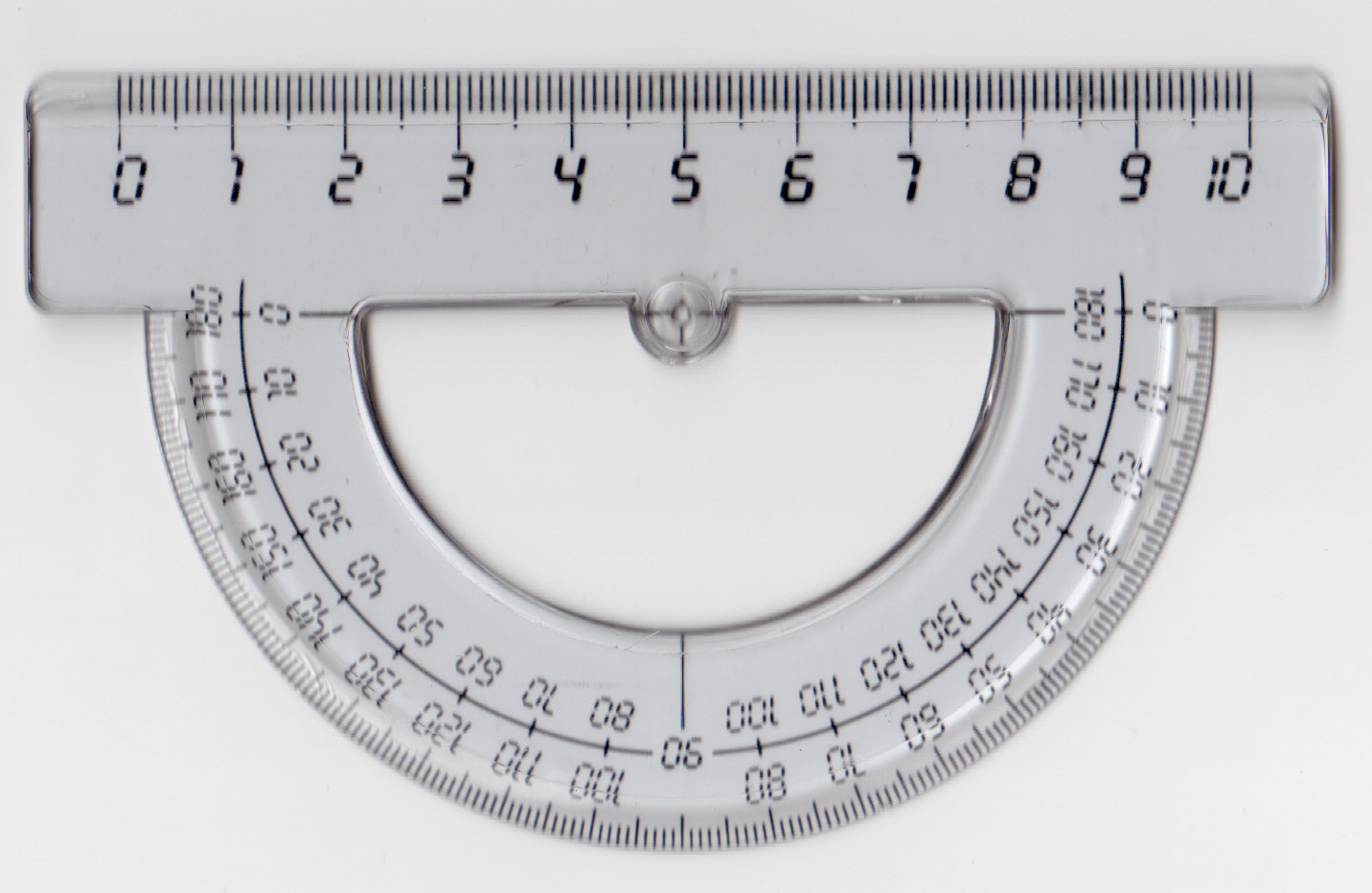
En gradskiva med 180° och en linjal på 10 cm.

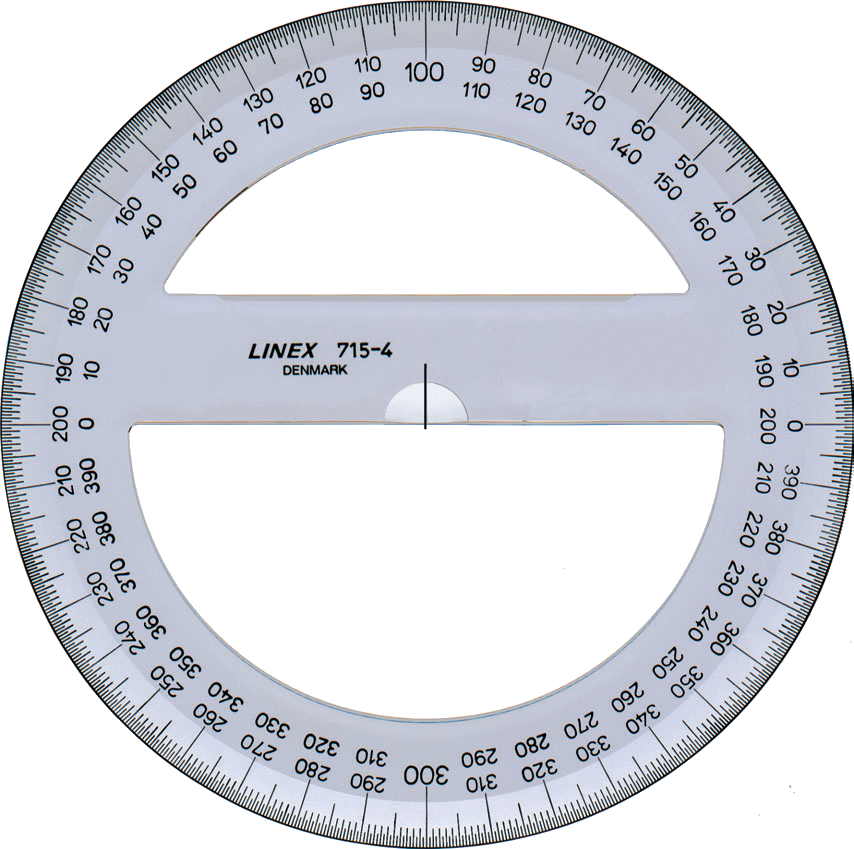
En gradskiva med 400 gon.

En gradskiva är ett hjälpmedel för att mäta och rita ut vinklar. Gradskivor är vanligen formade som en halvcirkel eller cirkel på 180° respektive 360° eller 400 gon.
Vid navigation använder man transportörer, som är för detta ändamål specialtillverkade triangelformade gradskivor.